# Moskvitch
Moskvitch (en ruso: Москвич) (a veces también llamada Moskvich o Moskwitch), es una marca rusa de automóviles.
En 1929 se inició la construcción de la Planta Automotriz de Moscú con una producción inicial de 24000 vehículos; sin embargo, a principios de la Segunda Guerra Mundial, la producción cambió a ser de equipo militar. Después de la guerra, la Unión Soviética trajo una línea industrial entera de Opel desde la Ciudad de Brandeburgo en Alemania. En 1947, una fábrica llamada МЗМА (Московский Завод Малолитражных Автомобилей por sus siglas en ruso; en inglés: Moscow Compact Car Factory; en español: Fábrica de Autos Compactos de Moscú), comenzó la producción de un automóvil llamado Moskvitch 400, basado en el Opel Kadett. Más adelante, se produjeron otros modelos diseñados por los ingenieros soviéticos y en 1969, la fábrica cambió su nombre por el de AZLK.
Los coches de Moskvitch nunca fueron ideados para ser iconos de moda, eran robustos, fiables y ofrecidos a precios razonables. Los años 60´s y 70´s fueron la época dorada de la compañía, los autos se estuvieron exportando a varios países alrededor del mundo, la demanda siempre era mayor que la producción, así que la gente tenía que esperar para obtener un coche nuevo. Hasta los años 80´s, todos los autos eran compactos, de tracción trasera, sedanes y familiares con ejes rígidos y suspensiones de ballestas.
En 1986, AZLK lanzó su nuevo modelo, el Aleko-141, donde el único aspecto en común con los otros modelos era el motor. Este coche era definitivamente revolucionario, era el primer hatchback de tracción delantera que se producía en la Unión Soviética y estaba diseñado para disponer de características más aerodinámicas, ser más espacioso, más seguro y confortable. El diseño de la carrocería se basaba en el Simca 1307/1308/1309 mientras que la suspensión y el posicionamiento longitudinal del motor eran inspirados en los autos Audi 80/100. Desafortunadamente, la descentralización de la economía y una mala administración principalmente, llevaron a la compañía a la bancarrota.
En los 90, la compañía fue renombrada a OAO Moskvitch (Moskvitch S.A.) y en el 2002, se llegó a la quiebra, con lo que se suspendió toda producción. La fábrica quedó abandonada y todo se dejó en ella, así como estaba en el 2002; las carrocerías en la línea de ensamblaje, las computadoras de oficina, la documentación y los muebles permanecen dentro del edificio administrativo de la planta. Han existido varios intentos de reactivar la planta después de esto, pero todos en vano. Esta compañía aparentemente todavía es dueña de las instalaciones de la planta, pero ya no tiene ingresos, empleados ni ningún tipo de producción.

## Propiedad de Moscú
El 16 de mayo de 2022, todos los activos de la planta pasaron a ser propiedad del gobierno de Moscú. Al mismo tiempo, todo el paquete de acciones propiedad de Renault (67,69 %) de la empresa AvtoVAZ se transfirió a NAMI y Renault recibió una opción para recomprar su participación en AvtoVAZ.
El 3 de junio de 2022, CJSC Renault Rusia pasó a llamarse oficialmente Planta de Automóviles de Moscú Moskvich.

## Modelos de autos

### Vehículos de ciudad

#### Primera generación
- Moskvitch 400/420 (1946)
- Moskvitch 400/422 ("woodie", versión familiar del 400) (1949)
- Moskvitch 401/420 (1954)
- Moskvitch 401/422 ("woodie", versión familiar del 401) (1949)

#### Segunda generación
- Moskvitch 402 (1956)
- Moskvitch 410 (versión 4x4 del 402) (1957)
- Moskvitch 411 (versión familiar del 410) (1958)
- Moskvitch 407 (1958)
- Moskvitch 423H (versión familiar del 407) (1958)
- Moskvitch 430 (versión comercial del 407) (1958)
- Moskvitch 403 (1962)

#### Tercera generación
- Moskvitch 408 (1964)
- Moskvitch 426 (versión familiar del 408) (1966)
- Moskvitch 412 (después conocido como Moskvitch 1500 para el mercado de exportación occidental) (1967)
- Moskvitch 427 (versión familiar del 412) (1967)
- Moskvitch 1360 (1970)
- Moskvitch 1500 (1970)
- Moskvitch 2136 (1976)
- Moskvitch 2137 (1976)
- Moskvitch 2138 (1976)
- Moskvitch 2140 (llevando el nombre de Moskvitch 1500 para exportaciones occidentales) (1976)
- Moskvitch 2140SL (2140 de Super Lujo, mejora hecha para exportaciones) (1981)

#### Cuarta generación
- Aleko (1988)
- Moskvitch 2142 (1997)
- Svjatogor (nombre tomado de la mitología rusa (Святогор)) (1997)
- Dolgorukij (llamado en honor a Yuri Dolgoruki, fundador de Moscú (Долгорукий)) (1997)
- Knjaz Vladimir (llamado en honor al príncipe Vladimir) (1998)
- Kalita (llamado en honor a Ivan Kalita, príncipe ruso del siglo XIV) (1998)
- Duet (1999)

### Deportivos y de carreras
- Moskvitch 404 Sport (década de 1950)
- Moskvitch G1 (1951)
- Moskvitch G2
- Moskvitch G3
- Moskvitch G4
- Moskvitch G5

## Galería

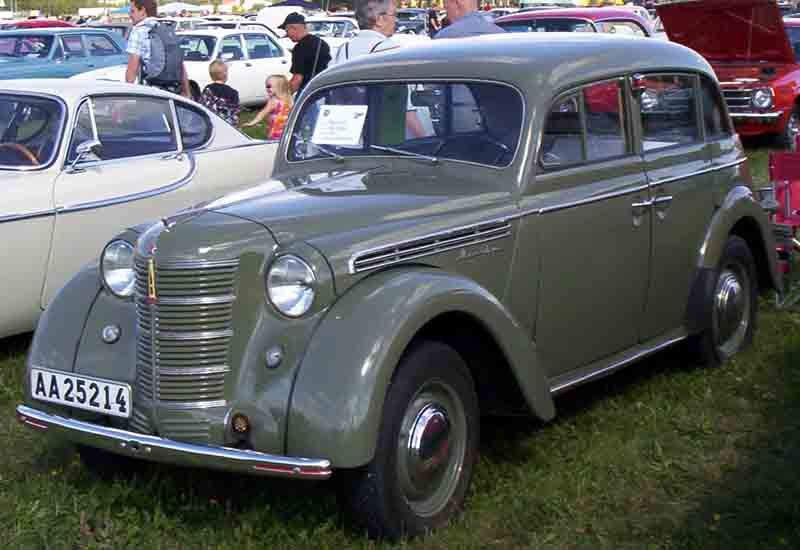
Moskvitch 400.
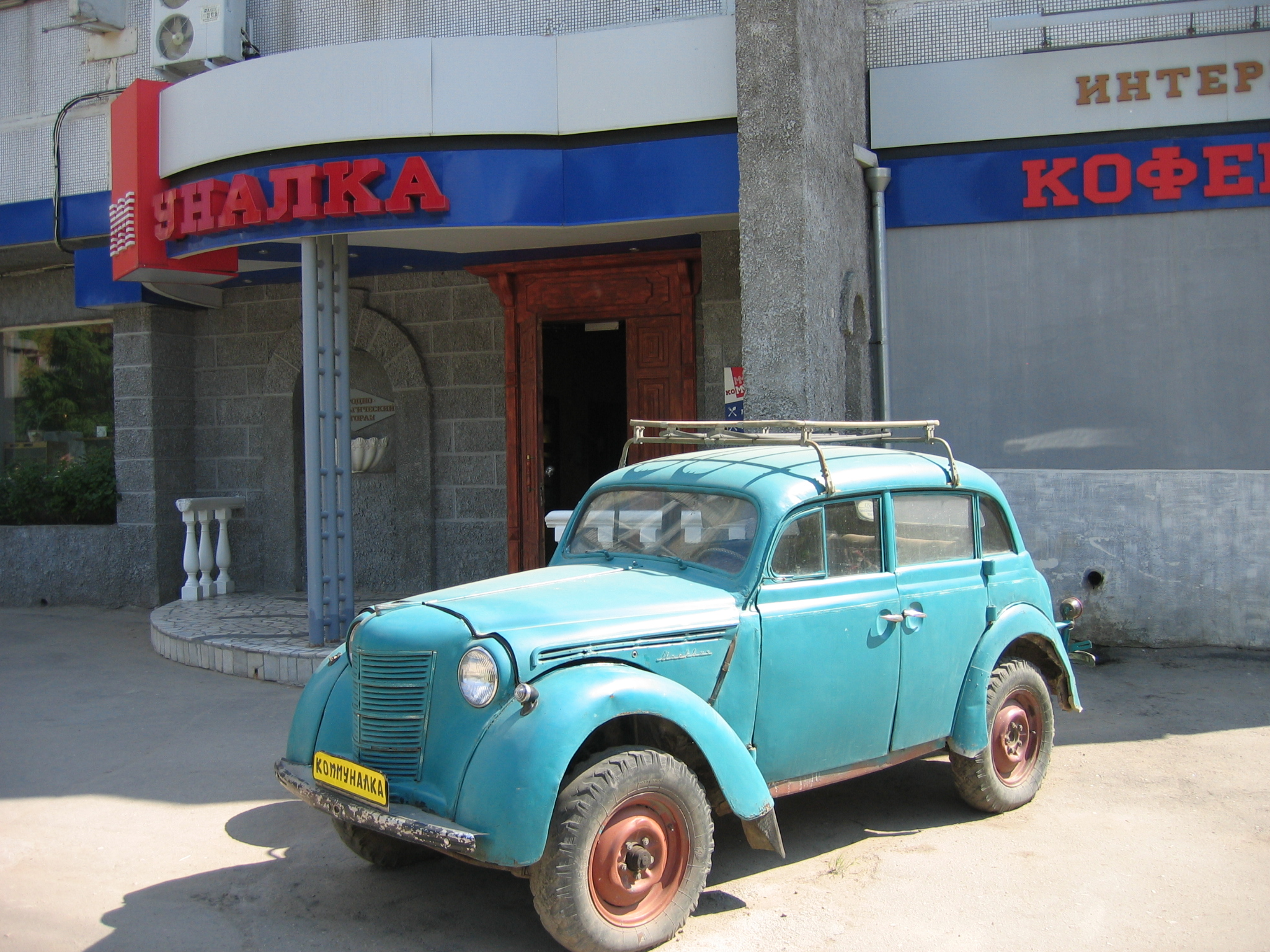
Moskvitch 400/422.
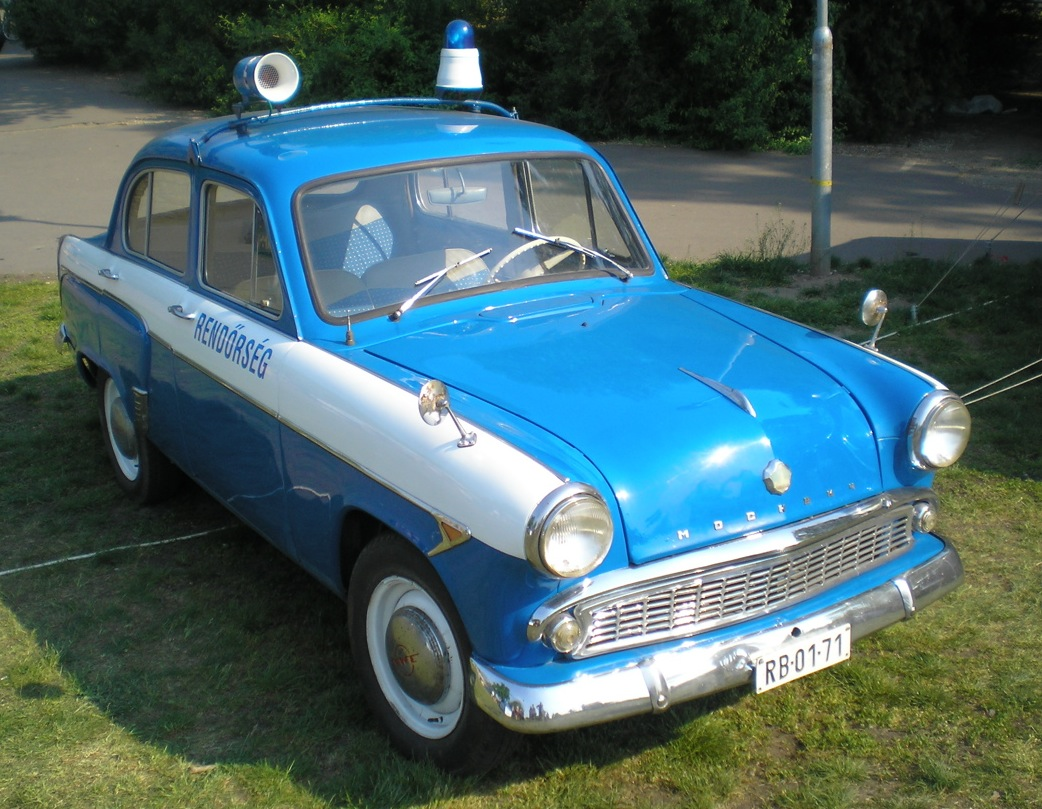
Moskvitch 407, usado como coche de policía en Hungría.
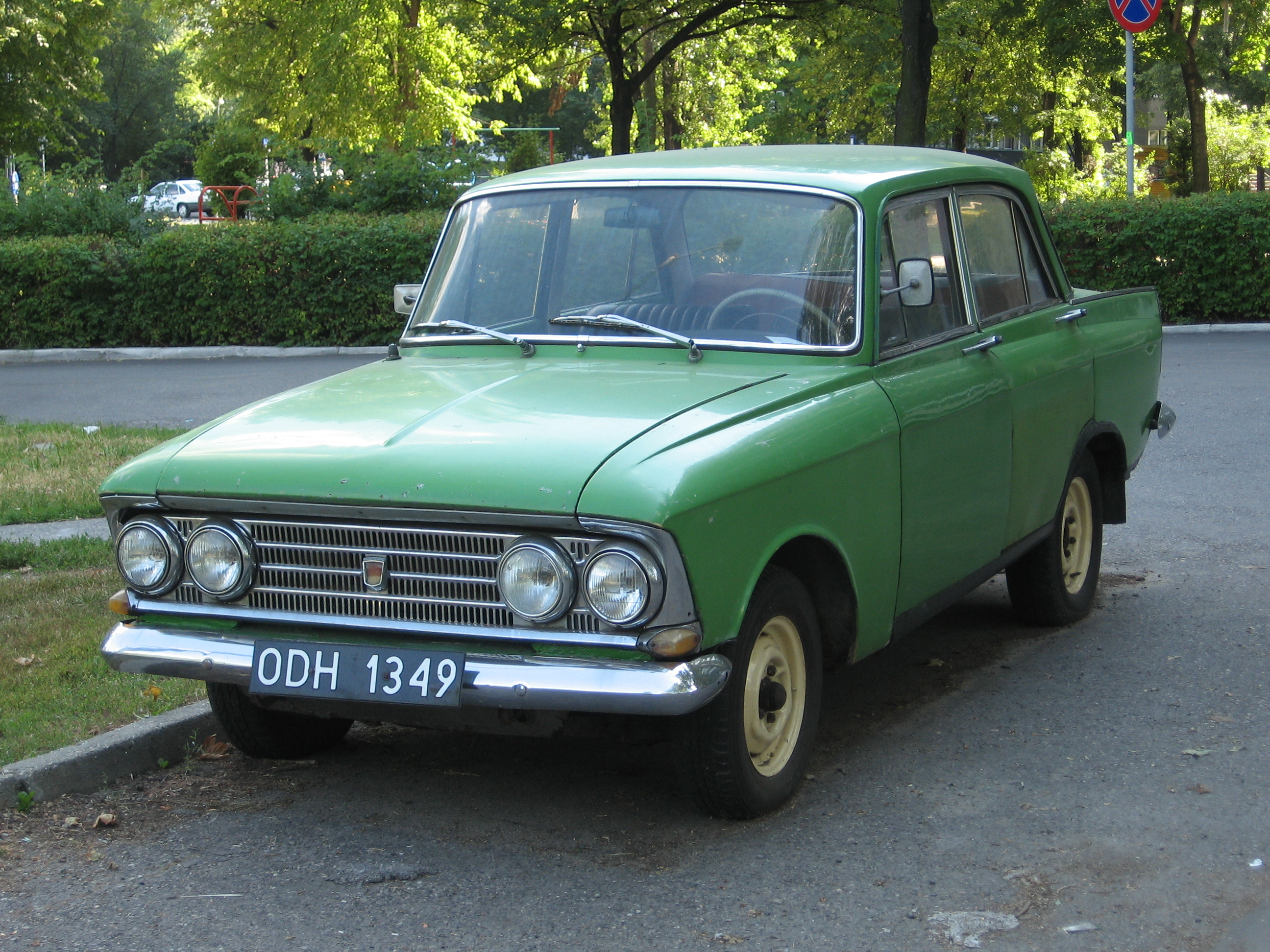
Moskvitch 408.
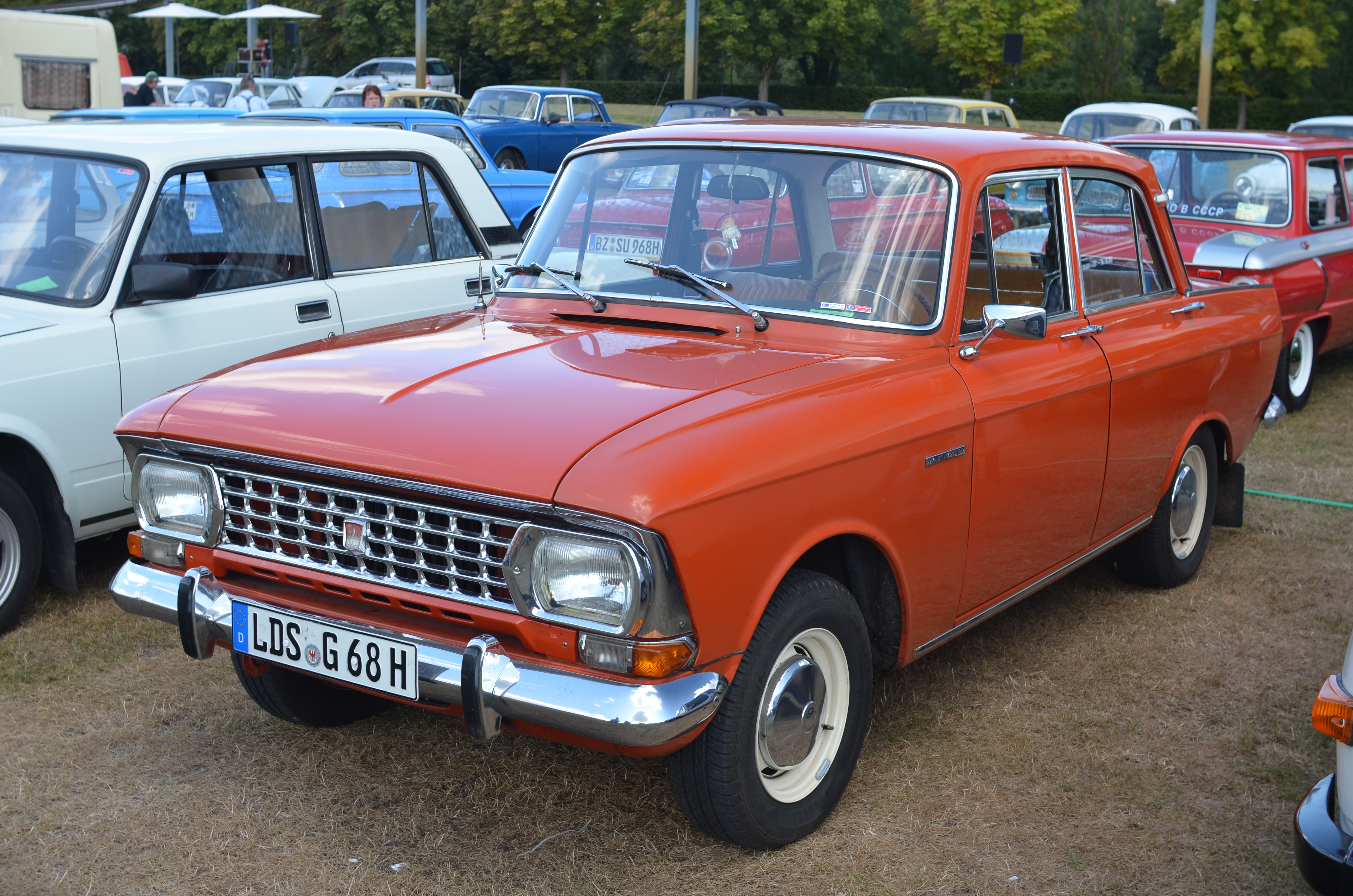
Moskvitch 412.
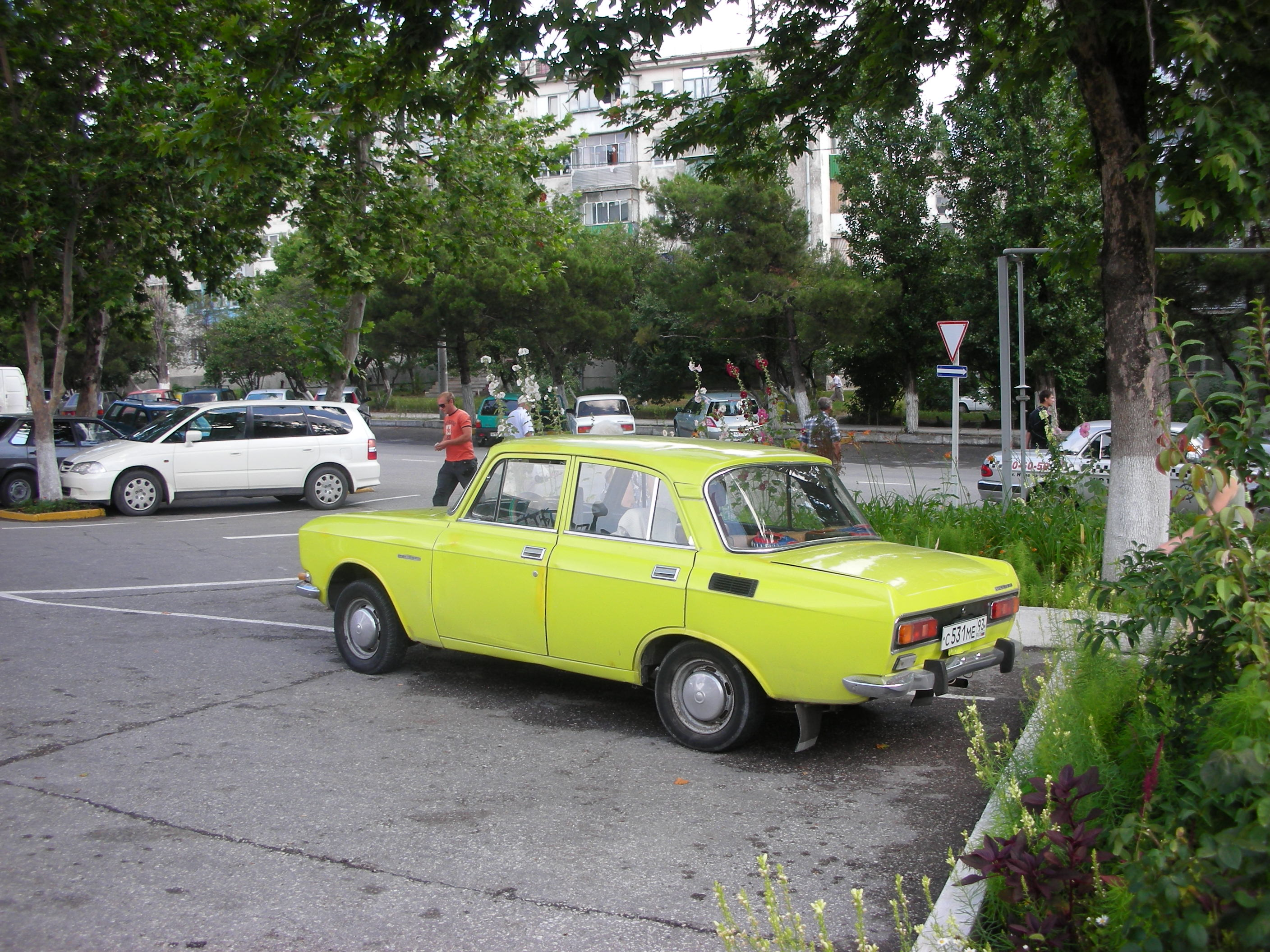
Moskvitch 2140.
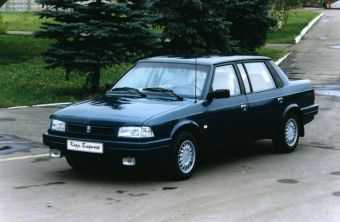
Knjaz Vladimir.
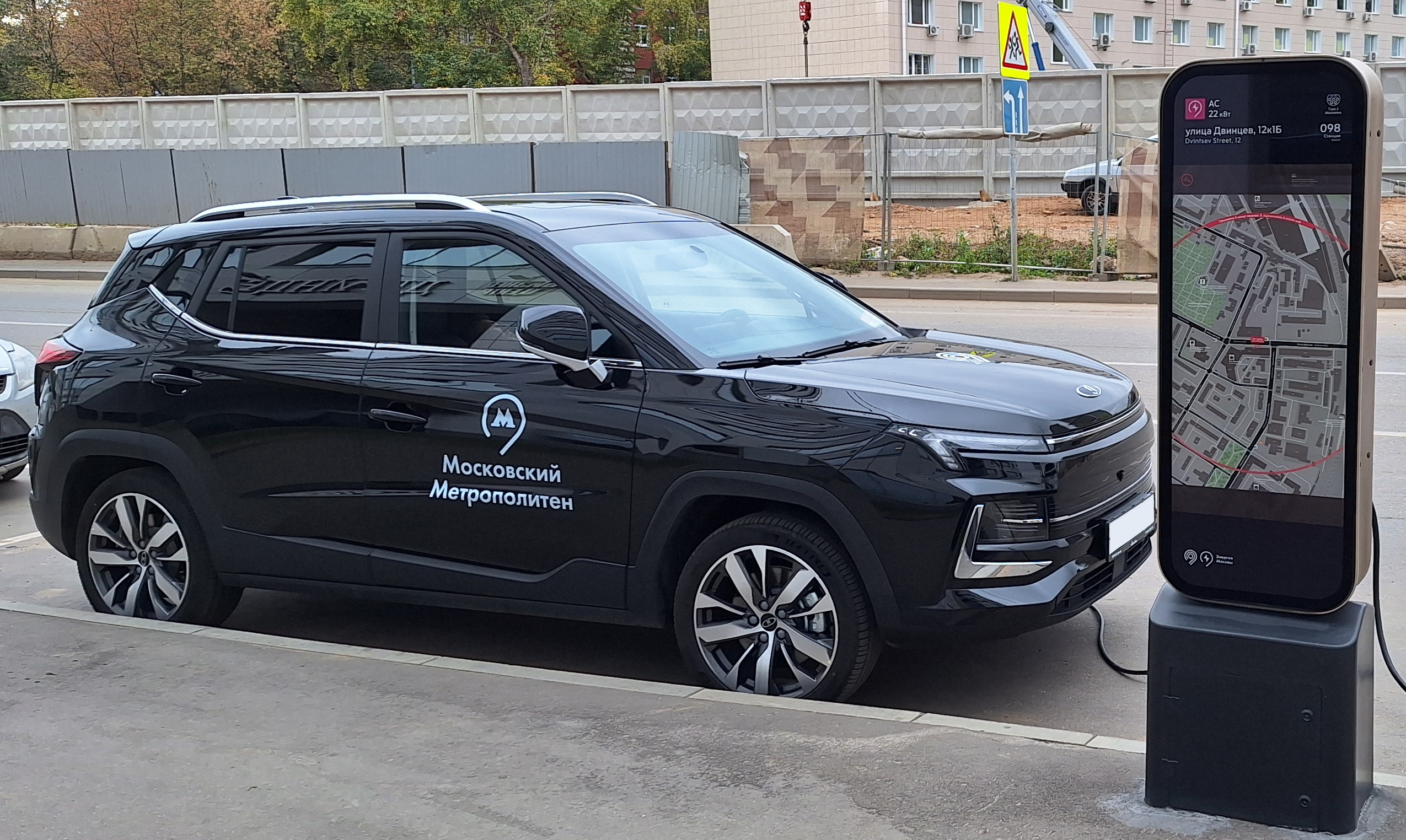
Moskvitch 3e.